# Demeter (satélite)
Demeter (acrónimo en inglés de Detection of Electromagnetic Emissions Transmitted from Earthquake Regions) es un micro-satélite francés del CNES de observación geofísica, lanzado en 2004 con una vida útil estimada de 2 años, y dedicado a la predicción sísmica.
El satélite tenía por objetivo medir las variaciones ionosféricas así como los cambios en la frecuencia extremadamente baja del campo magnético terrestre. El satélite fue equipado con una sonda de Langmuir destinado a operar como un detector direccional plasma-ionico.
Muchos investigadores manifestaron que los primeros resultados eran muy esperanzadores, mientras que otros continuaron escépticos en este nuevo campo de la detección satelital combinada con la sismología. Se observó una correlación entre los cambios ionosféricos y las ondas electromagnéticas en baja frecuencia con la actividad sísmica alrededor del mundo. Es más, el 29 de agosto de 2004, mientras el satélite orbitaba sobre el sur de Japón, se observó una repentina variación en las características electromagnéticas de la ionosfera, solamente siete días antes de que un terremoto de magnitud 7,1 sacudiera esa misma región.